# Friedrich Wilhelm Lölhöffel von Löwensprung
Friedrich Wilhelm Lölhöffel von Löwensprung, auch Löllhöfel von Löwensprung (* 16. März 1717 in Königsberg; † 12. Februar 1780 in Belgard an der Persante) war ein preußischer Generalleutnant.

## Leben

### Herkunft
Er stammte aus der preußischen adligen Familie Lölhöffel von Löwensprung und war der Sohn von Georg Albrecht Lölhöffel von Löwensprung (* 1683; † 1733) und dessen Ehefrau Anna Regina, geborene von Schroetter. Sein Vater war preußischer Kriegs- und Domänenrat in Königsberg.

### Militärkarriere
Lölhöffel wurde 1731 als Standartenjunker im Kürassierregiment „von Egeln“ Nr. 8 der Preußischen Armee angestellt. Nachdem er am 19. Juni 1736 Kornett geworden war, nahm Lölhöffel als solcher am Feldzug 1740/42 an der Schlacht bei Chotusitz teil. Am 31. Januar 1743 wurde er Leutnant. Während des Zweiten Schlesischen Kriegs kämpfte Lölhöffel bei Hohenfriedberg, wo er verwundet wurde, bei Soor und Kesselsdorf sowie bei Hennersdorf. Innerhalb des Regiments stieg Lölhöffel am 15. September 1749 zum Stabsrittmeister und am 25. Dezember 1753 zum Rittmeister auf. Gleichzeitig wurde er Chef einer Eskadron. Im Siebenjährigen Krieg war er in den Schlachten bei Lobositz, Prag, Kolin, Roßbach, Leuthen, Zorndorf, Liegnitz und Torgau. Für seine Leistungen während des Gefechts bei Reichenbach erhielt Lölhöffel durch König Friedrich II. den Orden Pour le Mérite. Bereits während des Krieges wurde er mehrfach befördert. Am 19. März 1757 zum Major, im Jahr darauf am 25. August zum Oberstleutnant sowie am 16. August 1760 zum Oberst. Seit 28. August 1758 war Lölhöffel zudem Regimentskommandeur. Kurz vor Beendigung des Krieges erhielt er am 9. Februar 1763 die Stelle als Kommandeur des Kürassierregiments „Markgraf Friedrich“ Nr. 5.
Mit seiner Beförderung zum Generalmajor am 1. September 1764 ernannte ihn der König zum Inspekteur der märkischen und pommerschen Kavallerie. Vier Jahre später nahm Friedrich II. eine Änderung in den Kavallerieinspektionen vor. Lölhöffel behielt die pommersche Inspektion, zu der die Regimenter „Markgraf Friedrich“ Nr. 5, „von Bayreuth“ Nr. 5, „von Württemberg“ Nr. 12, „vacat-Kleist“ Nr. 1, „von Belling“ Nr. 8 sowie die beiden Dragonerregimenter „von Zastrow“ Nr. 1 und „von Alvensleben“ Nr. 3 gehörten. Die märkische Inspektion trat zu Generalmajor Krusemarck über.
Nach dem Tod des bisherigen Regimentsinhabers Markgraf Friedrich Wilhelm wurde Lölhöffel am 14. März 1771 neuer Chef des Kürassierregiments Nr. 5.
Obgleich sich Lölhöffel um die Vervollkommnung der pommerschen Kavallerie mühte, war der König 1772 mit dem Husarenregiment „von Belling“ Nr. 8, das an der Besetzung Polens beteiligt war, nicht zufrieden. Er missbilligte das Verhalten einiger Offizier, die sich unter anderem an Plünderungen beteiligt hatten, und verlangte von Lölhöffel ein hartes Durchgreifen.
Am 2. Dezember 1776 wurde Lölhöffel Amtshauptmann von Johannisburg und am 13. August 1777 Generalleutnant. Als solcher trat er zu Beginn des Bayerischen Erbfolgekrieges zur Armee des Prinzen Heinrich. 

### Ehe
Lölhöffel hatte am 16. Juni 1763 Eleonore Luise, geborene von Broesigke aus dem Hause Kammer (* 1731; † 30. Januar 1795 in Stolp) geheiratet. Aus der Ehe ging nur ein als Kind verstorbener Sohn hervor.

### Güterbesitz
Lölhöffel erwarb 1765/1766 die Güter Schwellin im Kreis Fürstenthum und Klein Voldekow im Kreis Belgard, die er allodifizieren ließ. Beide fielen nach seinem Tod an seine Witwe, die sie vor 1793 an Joachim Ernst von Woedtke verkaufte.

### Namensgeber
Ein 1772 nach der Absenkung des Madüsees in Hinterpommern angelegtes Dorf erhielt ihm zu Ehren den Namen Löllhöfel.